# العالم إرادة وفكرة (كتاب)
العالم إرادة وفكرة (بالألمانية: Die Welt als Wille und Vorstellung) هو العمل الرئيسي للفيلسوف الألماني آرثر شوبنهار. نُشرت الطبعة الأولى في أواخر عام 1818، بتاريخ 1819. ظهر الإصدار الثاني في عام 1844: كانت الطبعة الأولى نسخة منقحة من عام 1818، في حين كانت الطبعة الثانية تعليقا وشرحا للأفكار التي عُرضت في الطبعة الأولى. نُشرت نسخة ثالثة موسعة في عام 1859، قبل عام من وفاة شوبنهار. في عام 1948، حرر توماس مان نسخة موجزة.
في صيف عام 1813، قدم شوبنهار أطروحة الدكتوراه: الأصول الأربعة لمبدأ السبب الكافي ونال شهادة الدكتوراه من جامعة ينا. بعد أن أمضى الشتاء التالي في مدينة فايمار، عاش في عاصمة درسدن ونشر أطروحته عن الرؤية والألوان في عام 1816. قضى شوبنهار السنوات القليلة التالية بالعمل على عمله الرئيسي العالم إرادة وفكرة وأكد شوبنهار على أن العمل يهدف إلى نقل فكرة واحدة من وجهات نظر مختلفة. طور فلسفته خلال أربعة كتب تغطي نظرية المعرفة وعلم الوجود وعلم الجمال وقواعد السلوك. تبع هذه الكتب ملحق يحتوي على انتقادات مفصلة لفلسفة كانتيان.
مع الأخذ بعين الاعتبار عقيدة المثالية المتعالية لإيمانويل كانط نقطةً لانطلاقه، يرى شوبنهار أن العالم الذي نعيشه من حولنا -عالم الأشياء في الزمان والمكان والمرتبط بطرق سببية- موجود فقط فكرةً تعتمد على موضوع الإدراك لا عالما يمكن اعتباره موجودًا بحد ذاته (أي كيفيه ظهوره بشكل مستقل لعقل الشخص).
بالتالي فإن معرفتنا للأشياء هي معرفة الظواهر فقط بدلًا من معرفة الأشياء بحد ذاتها. يعرّف شوبنهاور الشيء في حد ذاته (الجوهر الداخلي لكل شيء) على أنه الإرادة: السعي الأعمى، اللاواعي، السعي بلا هدف الخالي من المعرفة، خارج المكان والزمان، والخالي من التعددية ولذلك فإن العالم كفكرة هو تجسيد للإرادة، والتجارب الجمالية تحرر الشخص لفترة وجيزة من العبودية اللامتناهية للإرادة، والتي هي أصل المعاناة. يؤكد شوبنهاور على أن الخلاص الحقيقي من الحياة لا يمكن أن ينتج إلا من النفي التام  للإرادة في الحياة. ويشير شوبنهاور إلى أوجه التوافق الرئيسية بين فلسفته والأفلاطونية وفلسفة الفيدا الهندية القديمة.
يمثل «العالم كإرادة وفكرة» ذروة الفكر الفلسفي لشوبنهاور، الذي أمضى بقية حياته في تحسين وتوضيح وتعميق الأفكار المقدمة في عمله دون أي تغييرات أساسية. قوبلت الطبعة الأولى بصمت شبه عالمي. وبالمثل، فشلت الطبعة الثانية من عام 1844 في جذب أي اهتمام. في ذلك الحين، كانت الفلسفة الأكاديمية الألمانية في مرحلة ما بعد كانتيان خاضعة لهيمنة المثاليين الألمان في مقدمتهم جورج فيلهلم فريدريش هيغل، الذي وصفه شوبنهاور بوصف لاذع بأنه «دجال».

## الترجمة الإنكليزية
في اللغة الإنجليزية، يُعرف هذا العمل تحت ثلاثة عناوين مختلفة. على الرغم من أن المنشورات الإنجليزية حول شوبنهاور قد لعبت دورًا في الاعتراف بشهرته فيلسوفا في وقت لاحق (1851حتى وفاته في عام 1860)، فقد ظهرت ترجمة ثلاث طبعات من قبل هالدين وكيمب بعنوان «العالم إرادة وفكرة» في أعوام 1883-1886. ظهرت الترجمة الإنجليزية الأولى للطبعة الموسعة تحت عنوان «العالم إرادة وفكرة» بواسطة باين (الذي ترجم أيضًا العديد من الأعمال الأخرى لشوبنهاور) كما في أواخر عام 1958 (طبعات ذات غلاف ورقي في عامي 1966و1969). وظهرت ترجمة إنجليزية لاحقة لريتشارد إكويلا بالتعاون مع ديفيد كاروس بعنوان «العالم إرادة وفكرة» (2008).
يقول المترجم الحالي ريتشارد إكويلا إن القارئ لن يدرك تفاصيل فلسفة شوبنهاور بشكل صحيح بدون هذا العنوان «العالم إرادة وفكرة». ووفقًا له، فإن «الفكرة» و«الممثلية» و«العرض التقديمي» كلها صور توضيحية مقبولة لكلمة «فورستلوغ»، ولكن فكرة الأداء أو العرض المسرحي هي المفتاح في تفسيره. العالم الذي نراه هو عرض للأشياء في مسرح أذهاننا.

## العلاقة بالأعمال الفلسفية السابقة
يطالب شوبنهاور بأن تجري قراءة أطروحة الدكتوراه حول الأصول الأربعة لمبدأ السبب الكافي التي ظهرت في عام 1813، كمقدمة قبل كتاب العالم إرادة وفكرة. في الإشارة إلى الأصول الاربعة، يقول شوبنهاور في مقدمة الطبعة الأولى لكتاب العالم إرادة وفكرة إنه «من المستحيل تمامًا فهم العمل الحالي ما لم يكن القارئ على دراية بالمقدمة والدراسة التمهيدية» ويتم افتراض محتويات هذا المقال هنا بقدر ما يتم تضمينها في الكتاب.
فضلًا عن ذلك، يذكر شوبنهاور في البداية أن كتابه يفترض معرفة القارئ المسبقة بفلسفة إيمانويل كانط. أكد شوبنهاور على أن فلسفته استمرار لطبيعة كانط، ويعتبرها البعض أكثر إخلاصًا لنظام كانط الميتافيزيقي للمثالية المتعالية، الذي جرى شرحه في كتاب نقد العقل الخالص (1781)، أكثر من أي من المثاليين الألمان الآخرين، ومع ذلك، فإن «العالم إرادة وفكرة» يحتوي على ملحق بعنوان «نقد الفلسفة الكانتية»، إذ يرفض شوبنهاور العديد من سلوكيات كانط وأجزاء مهمة من نظرية المعرفة الخاصة به وعلم الجمال. كما يوضح شوبنهاور: «مهما كنت اعتبر إنجازات كانط العظيمة كنقطة انطلاق لي، إلا أن الدراسة الجادة لأعماله مكنتني من اكتشاف أخطاء جسيمة، واضطررت إلى فصل هذه الأخطاء وإظهارها على أنها غير سليمة حتى أتمكن من الافتراض المسبق وتطبيق ما هو صحيح وممتاز في نظرياته بصورة نقية، وبالتحرر من هذه الأخطاء.
رأى شوبنهار أن الإرادة البشرية هي كنافذة واحدة لنا على الواقع وراء العالم كعرض، أي العالم الخارجي كما نعيشه من خلال قدراتنا العقلية. وفقًا لشوبنهاور، فإن الإرادة هي الجوهر الداخلي للعالم بأسره، أي الشي بحد ذاته للكانتية، وهو موجود بشكل مستقل عن أشكال مبدأ السبب الكافي الذي يحكم العالم كتطبيق. يؤمن شوبنهاور بأنه بينما نكون مستبعدين من المعرفة المباشرة من النومنية الكانتية (مصطلح نومينون مصطلح فلسفي مرادف للشيء ذاته)، فقد نكتسب المعرفة بها إلى حد ما (على عكس كانط، الذي كان النومنينون له غير معروف تمامًا). وفقًا لشوبنهاور، كان هذا بسبب أن العلاقة بين العالم كتمثيل والعالم كما هو في حد ذاته يمكن فهمها من خلال دراسة العلاقة بين أجسامنا (الأشياء المادية، أي التمثيلات الموجودة في المكان والزمان) والإرادة. هناك فارق مهم آخر بين فلسفة شوبنهاور وكانط وهو رفض شوبنهاور لنظرية الاثنتا عشرة مقولة للمعرفة لكانط. يدعي شوبنهاور أن إحدى عشرة من مقولات كانط هي نوافذ عمياء غير ضرورية تهدف إلى التناظر السلوكي. يقول شوبنهاور إن هناك ثلاثة أشكال بديهية تجعل عقولُنا بها تجربتَنا للعالم واضحة لأنفسنا وهي: الزمان والمكان والنسبية.
يذكر شوبنهاور أيضًا في مقدمته أن القارئ سيكون في أفضل حالات استعداده لفهم النظريات في كتاب العالم إرادة وفكرة إذا كان قد استمر في مدرسة أفلاطون المقدسة. يعترف شوبنهاور كثيرًا بتأثير أفلاطون على تطوير كتابته للنظريات، لا سيما في سياق الجماليات، إذ يتحدث عن الأشكال الأفلاطونية كما هي موجودة على مستوى وجودي متوسط بين التمثيل والإرادة. وسيكون للقارئ فائدة إضافية لو كان على دراية بالفلسفة الهندية القديمة الموجودة في الأوبنشاد.

## تأثير الكتاب
قوبل هذا كتاب خلال العقد الذي تلى نشره بصمت شبه كامل. يستثنى من ذلك كل من يوهان غوته وجان باول. قرأ غوته الكتاب بحماس لم تشهده (أي زوجته أوتيلي فون غوته) فيه من قبل. يمكن أن يُقرأ تأثير شوبنهاور في كتاب محادثات مع غوته.
صار شوبنهاور أكثر الفلاسفة تأثيرا في ألمانيا إلى حدود بداية الحرب العالمية الأولى.